# Drasenhofen
Drasenhofen osztrák község Alsó-Ausztria Mistelbachi járásában. 2021 januárjában 1091 lakosa volt.

## Elhelyezkedése

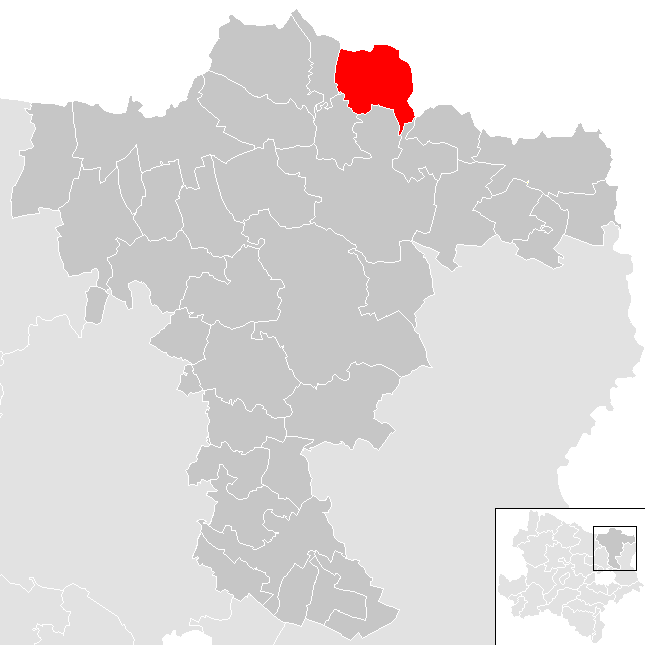
Drasenhofen a Mistelbachi járásban

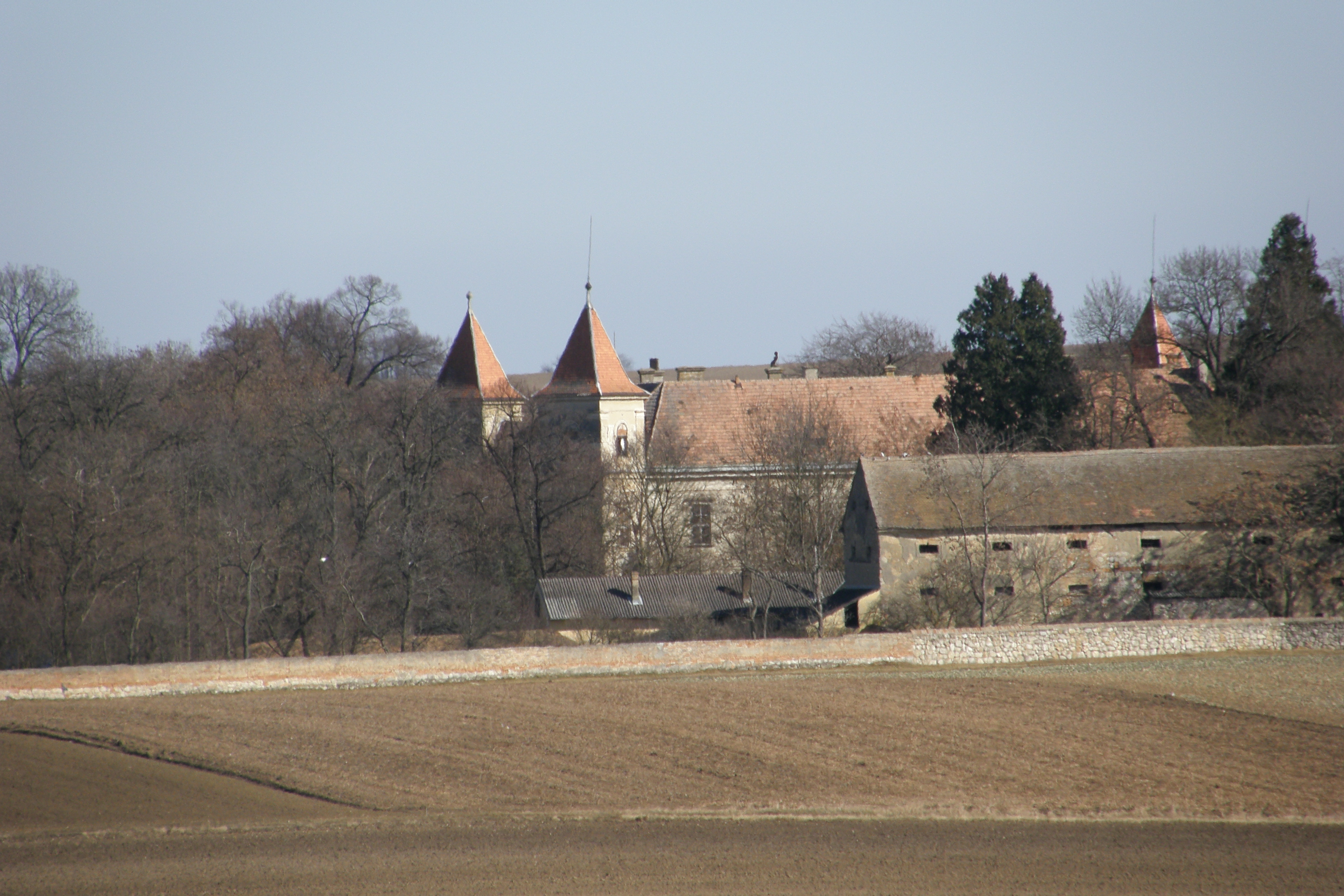
A Fünfkirchen-kastély

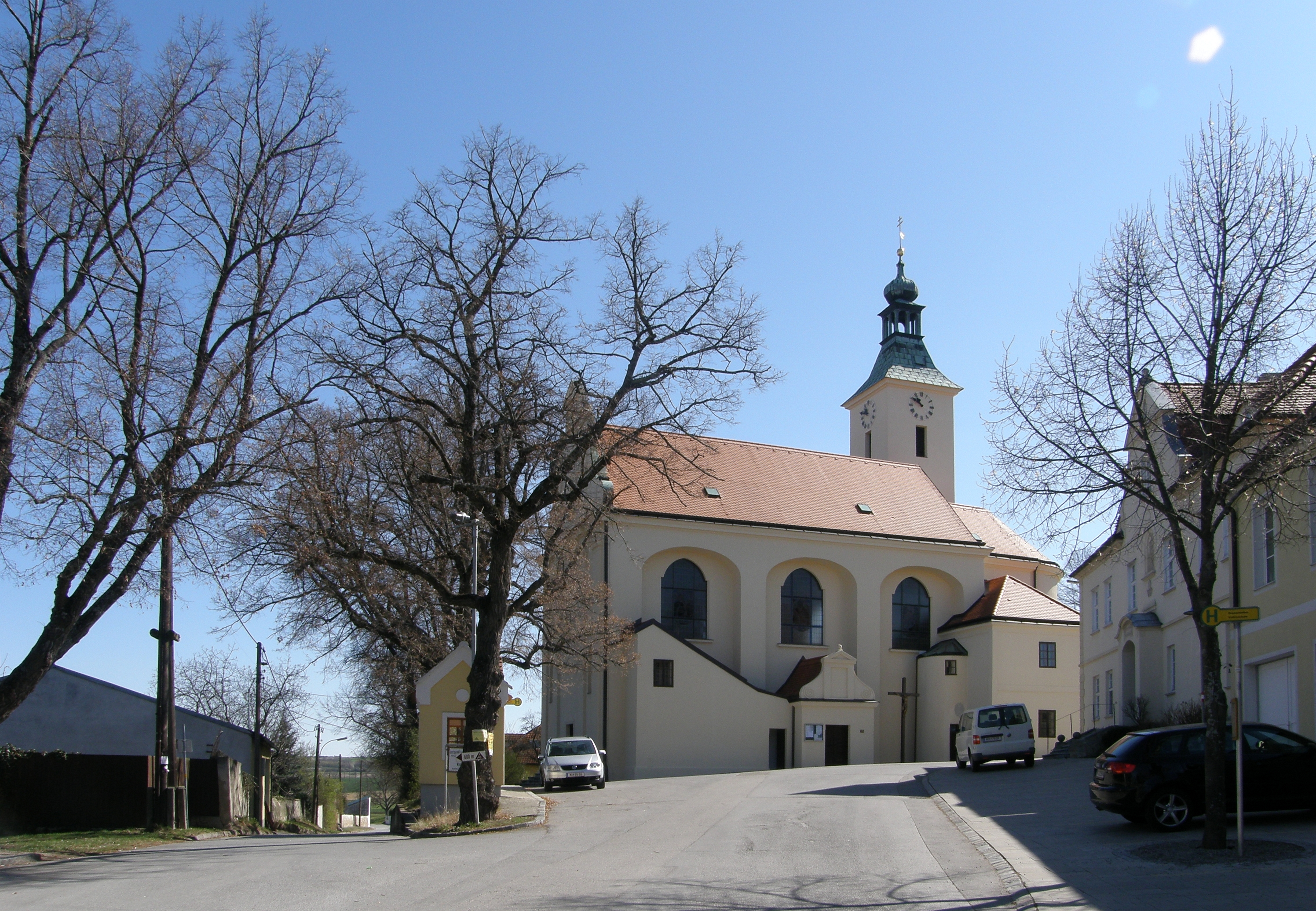
A Szt. Vitus-plébániatemplom

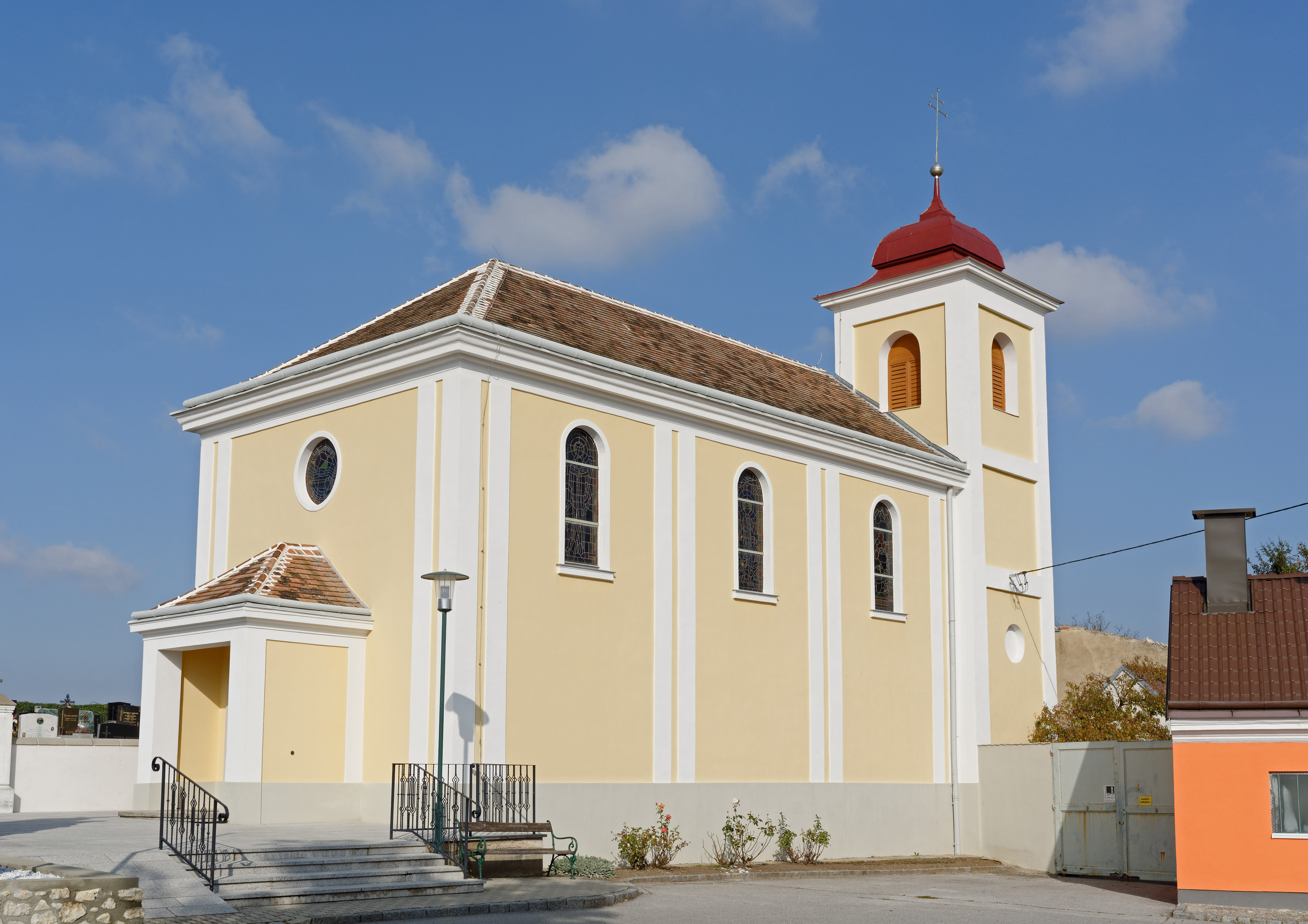
A Szt. Anna-templom

Drasenhofen a tartomány Weinviertel régiójában fekszik a Weinvierteli-dombságon, a cseh határ mentén. Legfontosabb folyóvizei a Mühlbach és a Drasenbach.  Területének 11,1%-a erdő, 77,8% áll mezőgazdasági művelés alatt. Az önkormányzat 4 települést, illetve településrészt egyesít: Drasenhofen (527 fő 2021-ben), Kleinschweinbarth (174), Steinebrunn (297) és Stützenhofen (93).
A környező önkormányzatok: délkeletre Herrnbaumgarten, délre Poysdorf, délnyugatra Falkenstein, nyugatra Ottenthal, északra Mikulov (Csehország).

## Története
A község területén a régészek az ősemberek 18-28 ezer éves vadásztáborát tárták fel. A korai lakosokról tanúskodnak a neolitikus harangedényes kultúrához köthető sírok és egy bronzkori település maradványai.
Drasenhofent először 1190-ben említik, akkor még Taisenhof néven; ez az elnevezés a 16. századig megmaradt. A 14. században a magyar (pécsi) eredetű Fünfkirchen família szerezte meg. A család idővel Alsó-Ausztria egyik leggazdagabb nemesi nemzetségévé nőtte ki magát. A 16. században protestáns hitre tértek. 1618-ban Johann Bernhard von Fünfkirchen részt vett a prágai defenesztrációban, ezért halálra ítélték és birtokait elkobozták. Drasenhofent a nikolsburgi (mikulovi) Dietrichsteinek kapták.
A második világháború után, 1945 júniusában Drasenhofen volt az első állomása az ún. brnói halálmenetnek, amely során a csehszlovák hatóságok Ausztriába hajtották át Brno német lakosságát és ennek során mintegy 1700-an életüket vesztették. A drasenhofeni temetőben 186 áldozatot temettek el.

## Lakosság
A drasenhofeni önkormányzat területén 2020 januárjában 1091 fő élt. A lakosságszám 1910-ben érte el csúcspontját 3006 fővel, azóta csökkenő tendenciát mutat. 2018-ban az ittlakók 91,1%-a volt osztrák állampolgár; a külföldiek közül 1,4% a régi (2004 előtti), 2,6% az új EU-tagállamokból érkezett. 4,2% az egykori Jugoszlávia (Szlovénia és Horvátország nélkül) vagy Törökország, 0,7% egyéb országok polgára volt. 2001-ben a lakosok 87%-a római katolikusnak, 10% mohamedánnak, 2,1% pedig felekezeten kívülinek vallotta magát. Ugyanekkor egy magyar élt a községben; a legnagyobb nemzetiségi csoportokat a németeken (88,2%) kívül a bosnyákok (5%) és a horvátok (3,7%) alkották.
A népesség változása:

| 2016 | 1 163 |
| 2018 | 1 109 |

## Látnivalók
- a Fünfkirchen-kastély
- a Szt. Vitus-plébániatemplom
- a steinebrunni Szt. Anna-templom
- a Tractorium traktormúzeum

## Fordítás
- Ez a szócikk részben vagy egészben  a   Drasenhofen című német Wikipédia-szócikk ezen változatának fordításán alapul.  Az eredeti cikk szerkesztőit annak laptörténete sorolja fel. Ez a jelzés csupán a megfogalmazás eredetét és a szerzői jogokat jelzi, nem szolgál a cikkben szereplő információk forrásmegjelöléseként.